# Hjalmar Riiser-Larsen
Hjalmar Riiser-Larsen (7 de junio de 1890 - 3 de junio de 1965) fue un pionero de la aviación noruego, oficial militar, explorador polar y empresario. Entre sus logros está que se le considera uno de los fundadores de la Real Fuerza Aérea Noruega.

## Historia
Riiser-Larsen nació en Oslo, Noruega. En 1909, a los diecinueve años, ingresó en la Academia Naval Noruega. En 1915 se convirtió en 1.er teniente en el recién formado Servicio Real Noruego Naval y del Aire (Fuerza Aérea de la Marina). Después de la Primera Guerra Mundial, fue jefe interino de la fábrica de la Fuerza Aérea de la Marina hasta que se nombró a un oficial superior. En 1921, se unió al Consejo de Aviación, entonces parte del Ministerio de Defensa de Noruega, como secretario. Esto le dio la oportunidad de estudiar la incipiente infraestructura militar y de aviación civil de la que era responsable el Consejo. También se convirtió en un piloto que frecuentaba las rutas aéreas utilizadas por las nuevas compañías de aviación.

## Exploración polar

### Vuelo sobre el Polo Norte

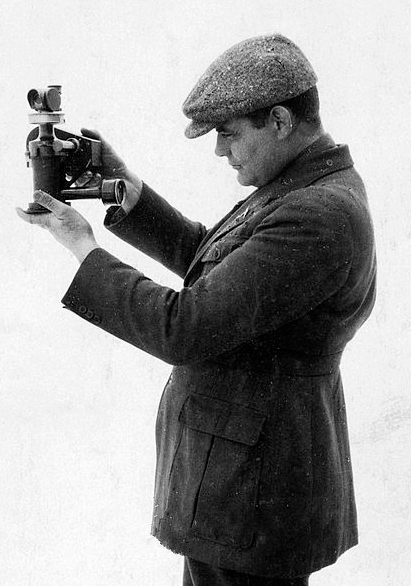
Riiser-Larsen durante una de las expediciones de Amundsen.

Los años de exploración polar de Riiser-Larsen comenzaron en 1925 cuando su compatriota Roald Amundsen, el famoso explorador polar, le pidió que fuera su ayudante y piloto para un intento de volar sobre el Polo Norte. Riiser-Larsen estuvo de acuerdo y aseguró a la expedición dos hidroaviones Dornier Do J Wal. La expedición, sin embargo, se vio obligada a aterrizar cerca del Polo, dañando gravemente uno de los aviones. Después de veintiséis días en una plataforma de hielo tratando de allanar toneladas de nieve para crear una pista de aterrizaje los seis miembros de la expedición decidieron volar juntos en el avión restante. Riiser-Larsen de alguna manera logró mantener al avión sobrecargado en el aire y regresar con expedición a la costa del norte de Svalbard.
El año siguiente, Riiser-Larsen se reunió con Amundsen para realizar otro intento de sobrevolar el Polo, esta vez con el ingeniero aeronáutico italiano Umberto Nobile en su dirigible Norge. Saliendo de Spitsbergen el 11 de mayo de 1926, el Norge completó la distancia dos días después, aterrizando cerca de Teller, Alaska. Muchos consideran que este vuelo fue el primer vuelo exitoso sobre el Polo Norte, ya que los otros reclamantes, Frederick Cook, Robert Peary y Richard Byrd, no pudieron demostrar que sus intentos hubieran tenido éxito.
En 1928, Riiser-Larsen se implicó en la búsqueda de Nobile en el Ártico después de haber realizado un exitoso vuelo a las islas de Siberia y visitar el Polo Norte una vez más, pero se estrelló cerca de la costa de la parte noreste de Svalbard. Riiser-Larsen también se involucró en una búsqueda de Amundsen, cuando este, como pasajero en una hidrocanoa francesa, desapareció mientras se dirigía a unirse a la búsqueda de Nobile. Finalmente, Nobile y la mayoría de su equipo fueron encontrados, pero Amundsen no lo fue.

### Las expediciones deNorvegia
Las expediciones de Norvegia fueron una secuencia de expediciones antárticas financiadas por el armador noruego y  comerciante ballenero Lars Christensen a finales de los años veinte y treinta. Aparentemente, su objetivo era la investigación científica y el descubrimiento de nuevos lugares para la caza de ballenas, pero Christensen también solicitó permiso a la Oficina de Relaciones Exteriores de Noruega para reclamar para Noruega cualquier territorio desconocido que se encontrase. Al final de la segunda expedición, se habían anexado dos pequeñas islas en el Océano Austral, la Isla Bouvet y la Isla Pedro I. En 1929, Christensen decidió incluir aviones en la siguiente expedición y nombró a Riiser-Larsen como su director. Riiser-Larsen luego supervisó y participó en la construcción de mapas de la mayor parte de la Antártida en esta y otras tres expediciones. También se anexó más territorio, esta vez la gran área del continente conocida como Tierra de la Reina Maud.

## Comercio y guerra
En 1939, se redujo el tamaño del ejército noruego y Riiser-Larssen se encontraba entre los oficiales que se encontraban sin trabajo. Sin embargo, la empresa naviera Fred. Olsen & Cole le ofreció rápidamente un nuevo trabajo como gerente de su nueva aerolínea, DNL.  Riiser-Larssen Invitó a algunos expilotos navales a unirse a la aerolínea y pronto la convirtió en la de más éxito de Noruega. En 1946, DNL sería una de las cuatro aerolíneas escandinavas fusionadas para crear el actual Sistema de Aerolíneas Escandinavo (SAS).
Durante la ocupación nazi alemana de Noruega, Riiser-Larsen se reincorporó al Servicio Aéreo de la Royal Norwegian Navy. Sin embargo, tanto la Armada de Noruega como la Royal Norwegian Navy Air Services fueron rápidamente superadas por la Wehrmacht antes de que él entrara en combate. En cambio, acompañó al gabinete noruego y a los líderes militares al exilio en Londres, antes de trasladarse a Canadá, para convertirse en el primer comandante del campo de entrenamiento de la Royal Norwegian Air Force denominado Little Norway en Ontario.
A principios de 1941, Riiser-Larsen regresó a Londres para asumir el puesto de Comandante en Jefe del Servicio Aéreo Naval; luego de la Fuerza Aérea de Armas Combinadas; y finalmente, en 1944, de la Real Fuerza Aérea Noruega, fusionada completamente. Al final de la guerra, sin embargo, muchos de los pilotos bajo su mando se habían vuelto críticos con su liderazgo. Dimitió amargamente de la Fuerza Aérea en 1946.

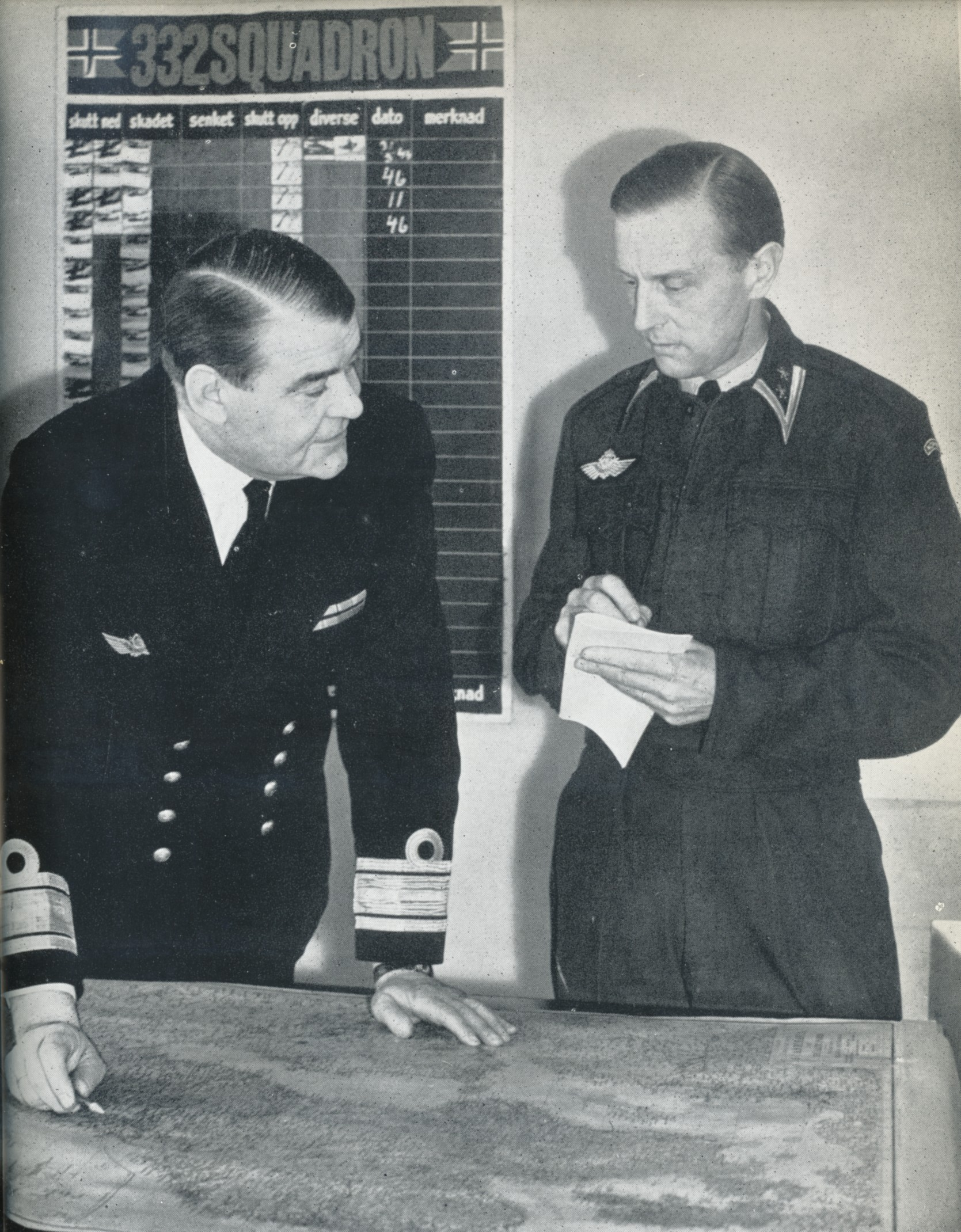
Riiser-Larsen (Izquierda) con Birger Fredrik Motzfeldt en 1959

## Vuelta a los negocios
En 1947, Riiser-Larsen se convirtió nuevamente en el director de DNL, unos meses antes de fusionarse DDL, SIL y ABA para crear SAS. Fue director de la región noruega de Scandinavian Airlines Systems (SAS) 1950-55. Luego se convirtió en asesor del ejecutivo de SAS y gerente regional responsable de las rutas aéreas transcontinentales. Una de estas rutas, aunque establecida después de su retiro en 1955, representaba el "cumplimiento de una visión": la ruta a América del Norte sobre el Polo Norte.
En 1951, fue elegido presidente del Movimiento Mundial para el Gobierno Federal Mundial.
Murió en 1965, cuatro días antes de cumplir 75 años, y fue enterrado en el cementerio de Cementerio de Nuestro Salvador (Vår Frelsers gravlund) en Oslo.